# Winterland (musikalbum av Sarah Dawn Finer)
Winterland är ett studioalbum av Sarah Dawn Finer, utgivet den 3 november 2010.
Albumet har beskrivits som ett "vinteralbum", och innehåller julsånger.

## Låtlista
1. I'll Be Home for Christmas
2. Maybe This Christmas
3. Have Yourself a Merry Little Christmas
4. The Christmas Song
5. In the Bleak Midwinter
6. Christmas Time Is Here
7. Angel
8. Auld Lang Syne (Godnattvalsen)
9. I'll Be Your Wish Tonight
10. Winter Song
11. River
12. What a Wonderful World
13. Sometimes It Snows In April
14. Kärleksvisan (bonusspår)

## Listplaceringar
| Lista (2010-2011) | Topplacering |
| ----------------- | ------------ |
| Sverige           | 2            |

### Fotnoter
1. ↑  ”Winterland”. Svensk mediedatabas. Arkiverad från originalet den 26 oktober 2014. https://web.archive.org/web/20141026003327/http://smdb.kb.se/catalog/id/002695280. Läst 16 november 2012.
2. ↑  ”Winterland”. Sarah Dawn Finers webbplats. http://www.sarahdawnfiner.com/2010-winterland/. Läst 16 november 2012.
3. ↑  ”Julskiva för Sarah Dawn Finer” (på svenska). Svenska Dagbladet. 28 september 2010. https://www.svd.se/a/7a0b6ea5-e1d0-302b-a1f7-5403e98edec0/julskiva-for-sarah-dawn-finer. Läst 23 januari 2023.
4. ↑  ”Sarah Dawn Finer gör vinterskiva” (på svenska). Svenska dagbladet. 11 augusti 2014. https://www.svd.se/sarah-dawn-finer-gor-vinterskiva. Läst 21 december 2018.
5. ↑  ”Winterland”. Hitparad. http://hitparad.se/showitem.asp?interpret=Sarah+Dawn+Finer&titel=Winterland&cat=a. Läst 16 november 2012.